# بروک اسمیت (بازیگر)
بروک اسمیت (به انگلیسی: Brooke Smith) (زاده ۲۲ مه ۱۹۶۷ - نیویورک) بازیگر آمریکایی است که از فیلم‌های او می‌توان به بازی در فیلم یه کمک کوچولو و سریال آناتومی گری اشاره کرد.

## فیلم‌شناسی
فهرست برخی از فیلم‌هایی که بروک اسمیت در آنها به ایفای نقش پرداخته‌است:
- یه کمک کوچولو
- سکوت بره‌ها
- روز کارگر
- آقای شگفت‌انگیز
- رفیق
- کانزاس سیتی
- در موقعیت او
- وانیا در خیابان چهل و دوم
- تا استخوان
- تابستان گذشته در همپتونز
- آناتومی گری (مجموعه تلویزیونی)